# Duosperma subquadrangulare
Duosperma subquadrangulare är en akantusväxtart som beskrevs av Vollesen. Duosperma subquadrangulare ingår i släktet Duosperma och familjen akantusväxter. Inga underarter finns listade i Catalogue of Life.